# Эмана, Ашиль
Аши́ль Эмана́ Эдзимби́ (фр. Achille Emana Edzimbi; род. 5 июня 1982[…], Яунде), известный также как Эмана́ (фр. Emana) — камерунский футболист, полузащитник.

## Биография

### Клубная
Начинал играть в камерунской команде «Бабимби Дуала». В 1999 году был приглашён во вторую команду испанского клуба «Валенсия».
1 января 2000 года стал игроком французского клуба «Тулуза». По окончании сезона 2000/01 из-за финансовых проблем клуб был переведён из высшей лиги чемпионата в третью. В сезоне 2001/02 Эмана стал регулярно выходить в основном составе клуба. По окончании сезона клуб вышел во вторую лигу французского чемпионата. В 2003 году Эмана в составе клуба стал победителем чемпионата в Лиге 2. С 2003 года «Тулуза» постоянно играет в высшей лиге чемпионата Франции. Высшее достижение Эмана в составе тулузцев имело место в сезоне 2006/07: проведя 36 игр и забив 8 голов, он помог клубу стать бронзовым призёром чемпионата.
В июле 2008 года за 7,5 миллионов евро перешёл в испанский «Реал Бетис». Первый матч в Примере провёл 31 августа против команды «Рекреативо». Первый гол забил 19 октября в матче седьмого тура в ворота команды «Мальорка». Кроме того, сделал в сезоне два дубля (2 гола в одной игре) в ворота «Расинга» и «Спортинга». В сезоне 2008/09 клуб занял 18-е место и выбыл в Сегунду.

### Сборная Камеруна
За сборную Камеруна играл с 2003 года. Играл за сборную на Кубке конфедераций 2003 года. Выступал в финальных стадиях Кубка африканских наций 2006, 2008 и 2010 годов.

## Достижения
- Серебряный призёр Кубка африканских наций: 2008
- Бронзовый призёр чемпионата Франции: 2006/07